# Mitrephoron A
|  | Dieser Artikel wurde auf der Qualitätssicherungsseite der Redaktion Chemie eingetragen. Dies geschieht, um die Qualität der Artikel aus dem Themengebiet Chemie formal und inhaltlich auf ein in der Wikipedia gewünschtes Niveau zu bringen. Wir sind dankbar für deine Mithilfe, bitte beteilige dich an der Diskussion (neuer Eintrag) oder überarbeite den Artikel entsprechend. |

Mitrephoron A ist eine natürlich vorkommende chemische Verbindung. Es ist ein zur Stoffgruppe der ent-Trachylobane gehörendes Diterpenoid, welches von der Pflanze Mitrephora Glabra, produziert wird.

## Geschichte
Mitrephoron A wurde erstmals aus der Pflanze Mitrephora Glabra, das der Pflanzenfamilie der Annonengewächse angehört, im Jahr 2005 extrahiert. Es wurde erstmals im Jahr 2018 von Matthieu J. R. Richter, Michael Schneider, Marco Brandstaetter, Simon Krautwald, und Erick M Carreira per Totalsynthese hergestellt.